# Partia Zieloni
Partia Zieloni (Partij De Groenen) is een linkse politieke partij in Polen met een pro-ecologisch, pacifistisch en feministisch programma, waarin mensenrechten, sociale rechtvaardigheid en evenwichtige ontwikkeling de nadruk hebben. De partij werd opgericht in 2003. Tot maart 2013 heette de partij Zieloni 2004 (Groenen 2004).

## Geschiedenis
Het oprichtingscongres van de partij vond plaats op 6 en 7 september 2003. Onder de oprichters waren vertegenwoordigers van diverse non-gouvernementele organisaties, zoals milieuactivisten, vredesactivisten, mensenrechtenactivisten en voorvechters van gelijkberechtiging voor religieuze, seksuele, nationale en andere minderheden. De meesten daarvan hadden eerder dat jaar, in de aanloop naar het referendum voor de Poolse toetreding tot de Europese Unie, al campagne gevoerd voor toetreding. Op 23 februari 2004 werd de partij geregistreerd. De partij nam voor het eerst aan verkiezingen deel in de Europese verkiezingen van 2004 en behaalde 0,27% van de stemmen. 
Aan de parlementsverkiezingen van 2005 werd door de Groenen 2004 deelgenomen door middel van een gemeenschappelijke lijst met de Sociaaldemocratie van Polen (SDPL), de Unie van de Arbeid (UP) en de Unie van Links (UL). Deze behaalde 3,89% van de stemmen (waarvan 0,17% voor kandidaten van de Groenen 2004), niet genoeg voor een zetel. Bij de presidentsverkiezingen kort daarop steunden de Groenen 2004 SDLP-kandidaat Marek Borowski. In de parlementsverkiezingen van 2007 had de partij alleen kandidaten voor vier zetels in de Senaat, maar geen van hen werd verkozen. Voor de Europese verkiezingen van 2009 vormden de Groenen 2004 een gemeenschappelijke lijst met de SDPL en de Democratische Partij - demokraci.pl onder de naam Porozumienie dla Przyszłości (Alliantie voor de Toekomst), die 2,44% van de stemmen behaalde (0,35% voor de kandidaten van de Groenen 2014). Pas bij de regionale en lokale verkiezingen van 2010 wist de partij enkele zetels te behalen in gemeenteraden en provinciale parlementen.
Tijdens de parlementsverkiezingen 2011 stonden er vertegenwoordigers van de Groenen 2004 op de lijst van de Alliantie van Democratisch Links (SLD), maar geen van hen kreeg een zetel. Wel zou in juni 2014 Anna Grodzka (de eerste transseksuele parlementariër in Polen) van Jouw Beweging naar De Groenen overstappen, waardoor de partij alsnog parlementaire vertegenwoordiging kreeg. In 2015 was Grodzka namens de partij kandidaat in de presidentsverkiezingen, maar zij wist niet de vereiste 100.000 handtekeningen te verzamelen om te kunnen deelnemen. In 2015 stapte ze weer uit de partij.
De partij kent sinds haar oprichting in 2003 een duovoorzitterschap, waarbij de partij één mannelijke en één vrouwelijke voorzitter heeft. Sinds 2022 zijn dat Urszula Zielińska en Przemysław Słowik.

## Andere groene partijen
De Partia Zieloni is niet de eerste partij in Polen die zich "groen" noemt. Andere partijen zijn:
- Polska Partia Zielonych (Poolse Partij van Groenen, PPZ) (1988-1999), de eerste groene partij van Oost-Europa, in 1999 opgegaan in de Alliantie van Democratisch Links (SLD)
- Polska Partia Ekologiczna - Zielonych (Poolse Ecologische Partij - De Groenen, PPE-Z), sinds 2007 Partia Zielonych (Partij van de Groenen) genaamd (1991-2015), een partij die vanaf 2005 nauw samenwerkte met de Poolse Partij van de Arbeid (PPP)
- Partia Zielonych Rzeczypospolitej Polskiej (Partij van Groenen van de Republiek Polen) (vanaf 2004), een meer conservatief georiënteerde partij die naar eigen zeggen 4000 leden heeft.[2]